# ويليام بي. راسل
ويليام بي. راسل (بالإنجليزية: William B. Russel)‏ هو مهندس أمريكي، ولد في 1945.